# Turistická značená trasa 9419
 Turistická značená trasa 9419 byla 0,5 km dlouhá místní červeně značená trasa Klubu českých turistů v Ústí nad Orlicí spojující chatovou osadu Studená Hůra s údolím V Dolech. Její převažující směr je jižní, posléze východní.
V trase vedla původně Jiráskova cesta, která ale byla přeložena o něco severněji, a trasa 9419 byla vyznačena jako její náhrada. Někdy mezi roky 2021 a 2024 nebylo obnoveno značení trasy, Jiráskova cesta se vrátila do původního trasování a trasa 9419 zanikla.

## Průběh trasy
Počátek turistické značené trasy 9419 se nacházel na rozcestí s červeně značenou Jiráskovou cestou v chatové osadě Studená Hůra spadající pod Českou Třebovou. Nejprve vedla po páteřní osadní komunikaci k jihu, aby se ještě před jejím opuštěním stočila k východu. Poté klesala po úbočí údolí Skuhrovského potoka až na jeho dno, kde se nachází rozcestí Doly-Točna se žlutě značenou trasou 7328 vedoucí z České Třebové do Ústí nad Orlicí v souběhu s naučnou stezkou Údolím Skuhrovského potoka.

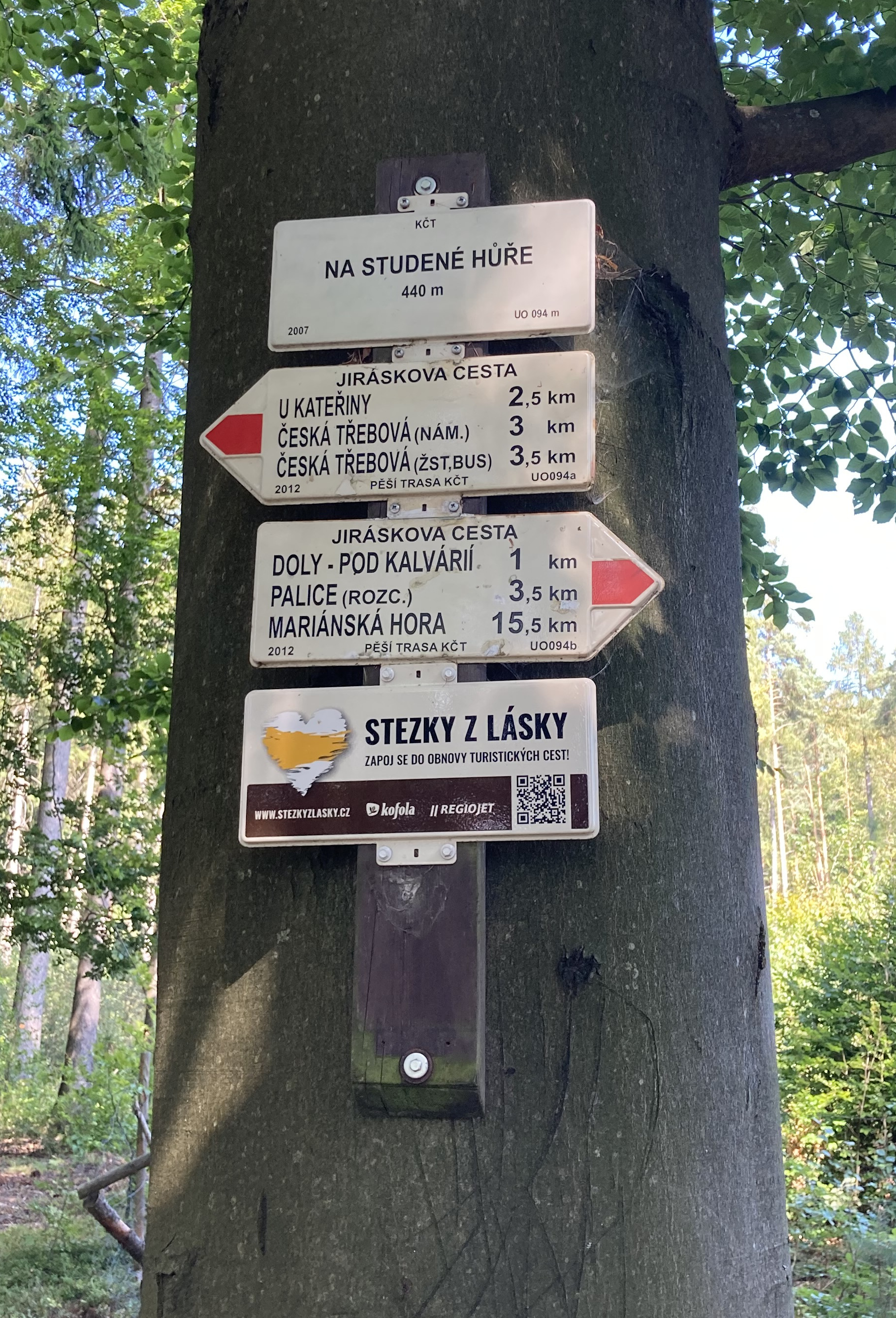
Směrovník Studená Hůra - začátek trasy
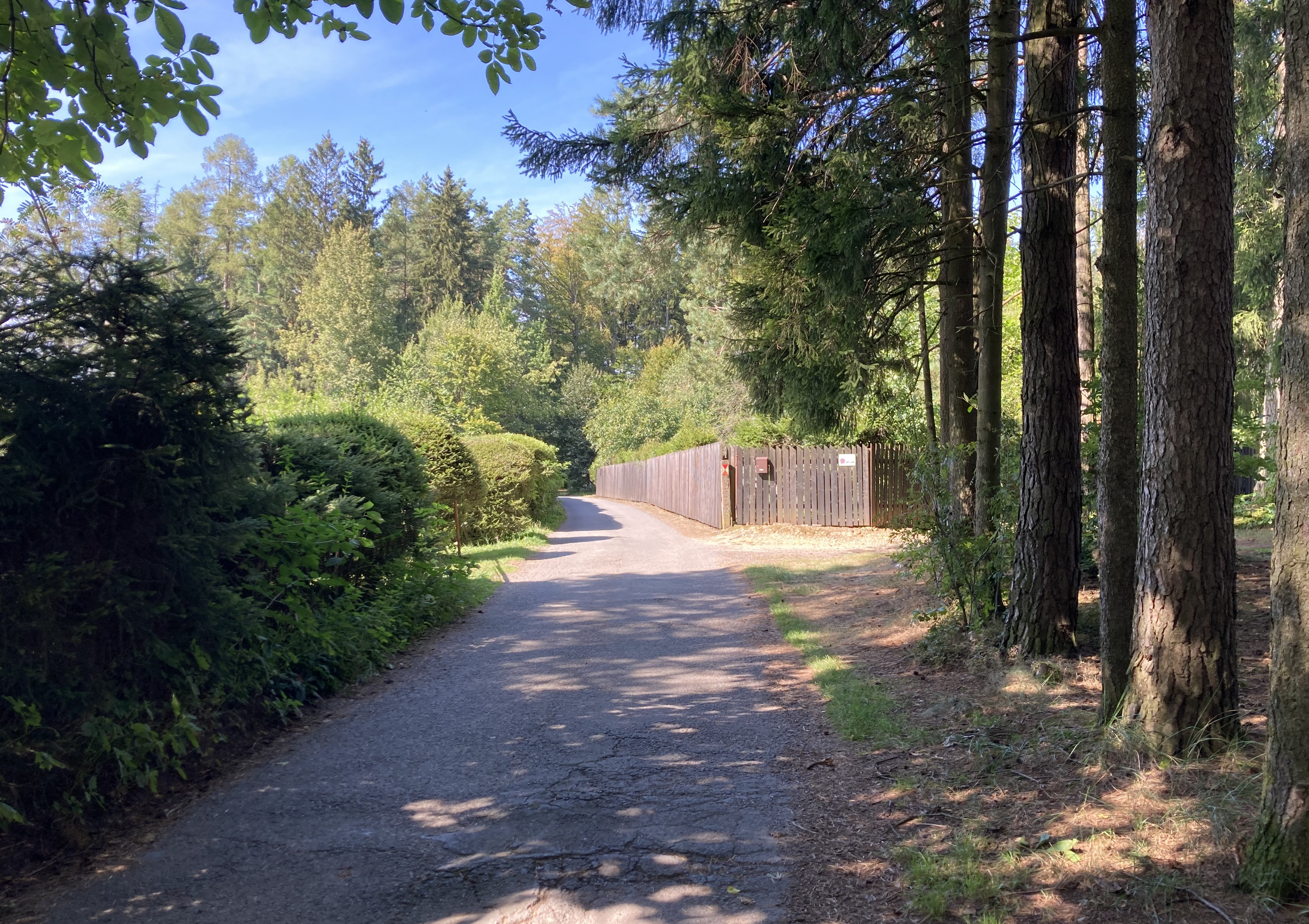
Hlavní cesta ve Studené Hůře
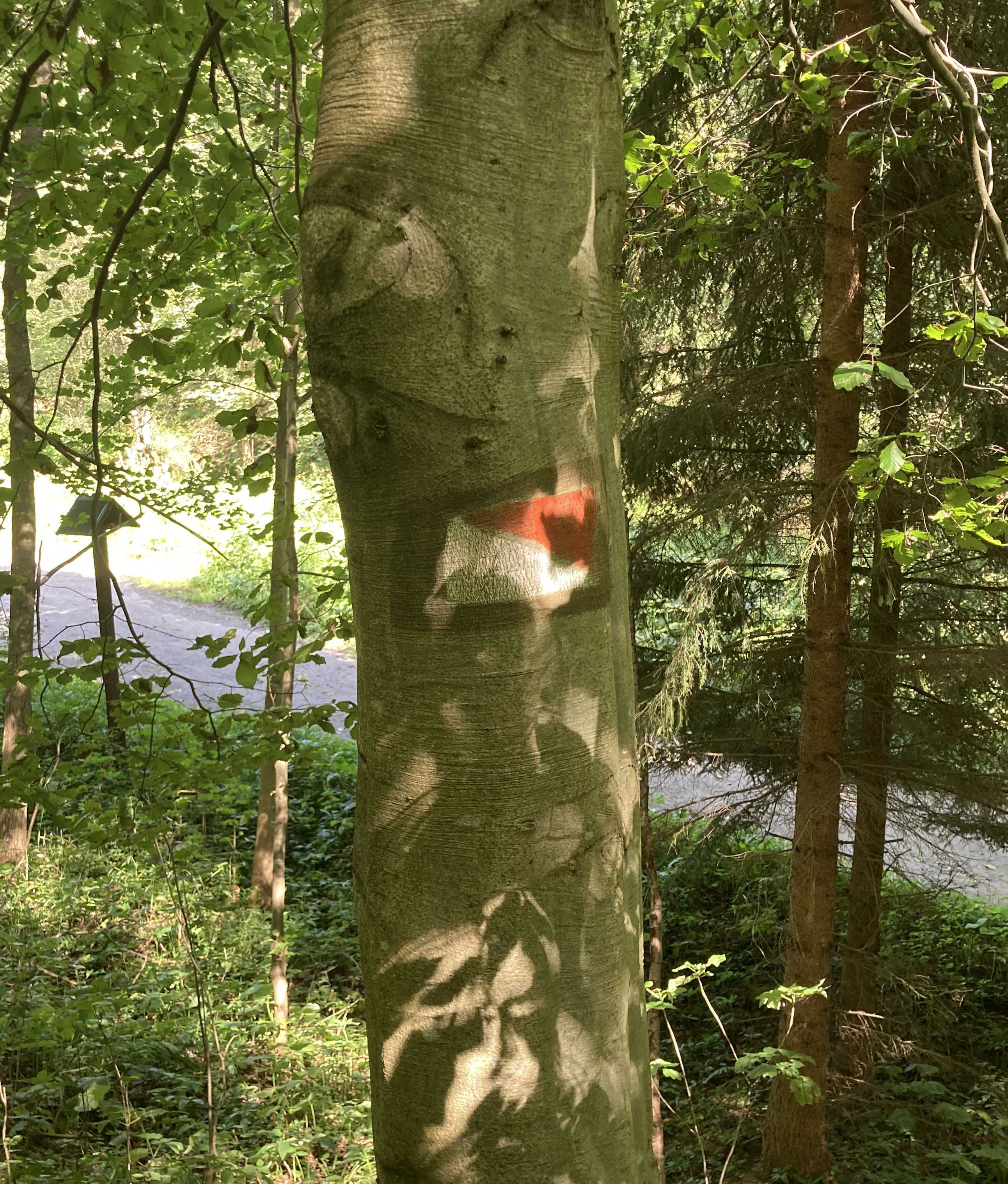
Značení trasy u jejího konce
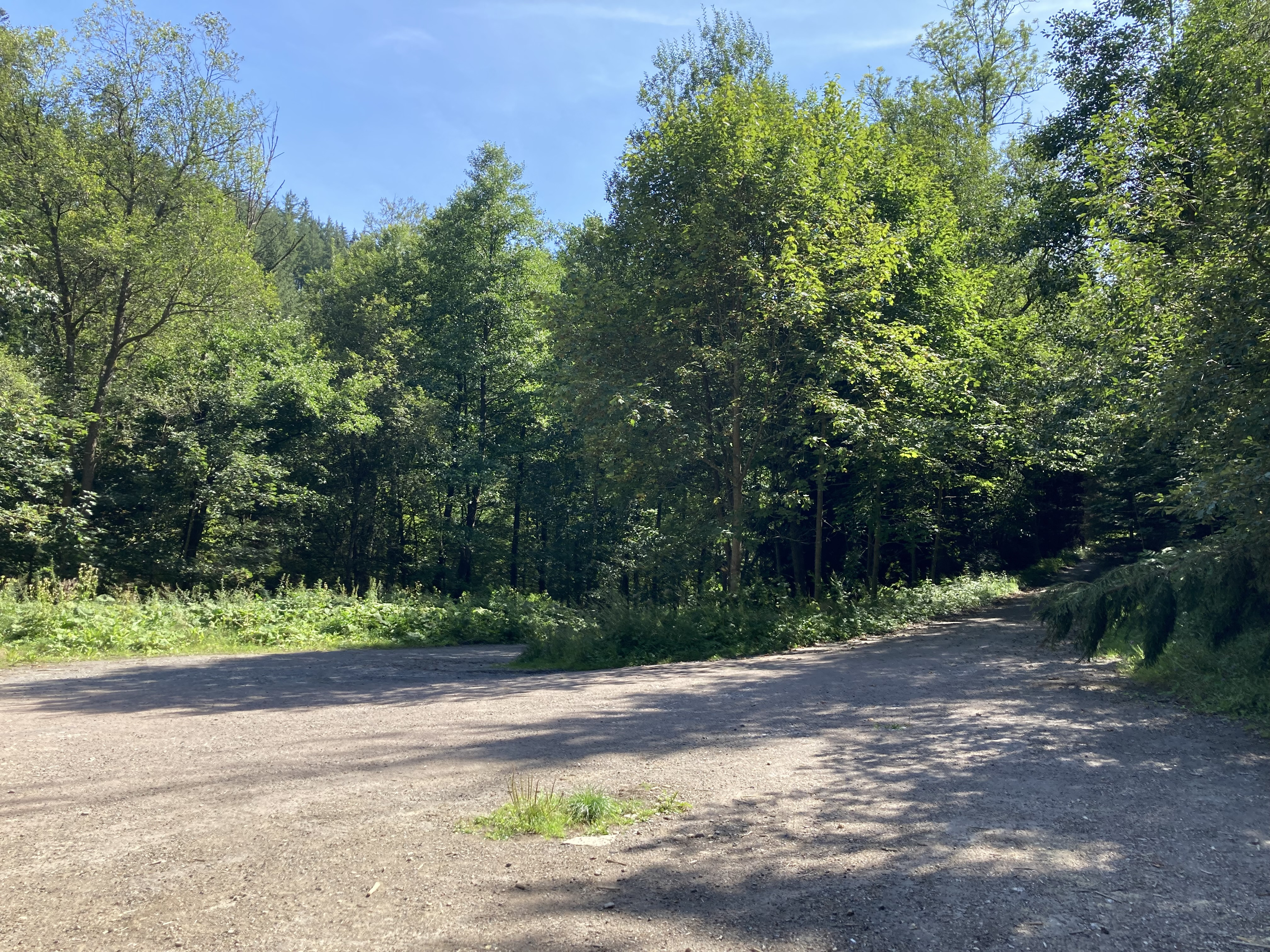
Rozcestí Doly (konec trasy)